# 奈良市立平城西中学校
奈良市立平城西中学校（ならしりつへいじょうにしちゅうがっこう）は奈良県奈良市神功2丁目1番地に位置した公立中学校。
制服は無く私服。現在ある部活は、野球部(男)、吹奏楽部、美術部、パソコン部、バドミントン（男・女）部、テニス（女）部、バスケットボール（男・女）部などがある。校訓は、「友愛・自主・健康」。

## 概要
- 奈良市神功二丁目1（位置 東経135度47分 北緯34度43分 海抜108メートル）

## 歴史
- 1972年12月1日 - 開校
- 1973年1月 - 校章制定
  - 9月 - プール完成
  - 11月 - 第1回体育祭
  - 12月 - 第1回文化祭
- 1974年1月 - 校歌制定
- 1976年1月 - 東館完成
- 1979年5月 - 武道場完成
- 1980年8月 - 運動場整地・テニスコートの竣工
- 1981年3月 - 北館完成
- 1982年12月 - 創立10周年記念誌発行
- 1993年3月 - 本館の増築・体育館新設 
  - 7月 - 創立20周年記念誌発行
- 1999年1月 - 図書室にコンピューター設置（インターネット使用可能だが現在は廃止。理由は後述）
- 2000年6月 - 奈良市教育委員会「まなび・かがやきネット」に接続
- 2008年8月 - パソコン室にコンピュータ40台増設
- 2022年4月 - 施設一体型小中一貫校への再編のため奈良市立ならやま中学校に改称。右京小学校・神功小学校が統合されて奈良市立ならやま小学校となり敷地内に新築した小学部棟へ移転。小中一貫校としては奈良市立ならやま小中学校と呼ばれる。

## 文化祭・体育祭

### 文化発表会
平城西中学校では文化発表会と言う名前で行われる。

例年9月下旬に開催される。以前は2日だったが現在は1日となっている。
- 吹奏楽部の演奏
- 1年の展示
- 2年3年の劇発表
- 美術部の展示、壁画

などが行われる。

### 体育大会
平城西中学校では体育大会と言う名前で行われる。

毎年10月前半に開催される。

## 校歌
初代校長小西氏が作詞作曲した。

## 特記事項
- 監視カメラの設置 - 不審者の早期発見などを目的に2005年に設置された。
- 図書室のパソコン - 図書室には、1999年よりパソコンが4台設置されていた。しかし、2005年、マウスのボールが無くなるなどのいたずらが増え、昼休みの間使うことが許可されていたが、許可を得ない限り使用禁止となっている。
- 委員会 - 前期、後期と分かれるが、放送委員会は1年間。選挙管理委員会は前期に活動があるのみ。
  - 生徒会
  - 学年委員会
  - 環境整備委員会
  - 広報委員会
  - 保健体育委員会
  - 図書委員会
  - 選挙管理委員会
- 生徒数 - 平城東中学校開校前の平城ニュータウン最盛期には800人を超える生徒数の時期があったが、2009年度4月現在の生徒は、全学年合計で368人である。